# Huemal peruwiański
Huemal peruwiański, taruka (Hippocamelus antisensis) – gatunek ssaka parzystokopytnego z rodziny jeleniowatych. Blisko spokrewniony z huemalem chilijskim.

## Występowanie i biotop
Obecny zasięg występowania gatunku obejmuje kraje Ameryki Południowej – Ekwador, Peru, Boliwia, Chile i Argentyna. Huemal peruwiański zasiedla górskie zarośla na wysokościach 4100–5200 m n.p.m. Rzadko spotykana poniżej 4000 m n.p.m.

## Charakterystyka ogólna

### Wygląd
| Podstawowe dane         | Podstawowe dane                 |
| ----------------------- | ------------------------------- |
| Długość ciała           | 140–160 cm                      |
| Wysokość w kłębie       | samce 75–85 cm, samice 69–71 cm |
| Ogon (kwiat)            | 10–15 cm                        |
| Masa ciała              | przeciętnie 45 kg               |
| Dojrzałość płciowa      | ?                               |
| Okres godowy            | czerwiec-lipiec                 |
| Ciąża                   | 240 dni                         |
| Liczba młodych w miocie | 1-2                             |
| Długość życia           | 10 lat                          |

Ciało krępe z krótkimi kończynami, bardzo długie uszy, poroże słabo rozgałęzione, tuż nad różą od łodygi odchodzi długie rozgałęzienie. Samce zrzucają poroże w październiku-listopadzie. Długość ciała 140–160 cm, długość ogona 10–15 cm, wysokość w kłębie 75–85 cm, samice niższe (69–71 cm), masa ciała 45–65 kg. Długość poroża 22–27 cm. Ubarwienie żółtoszarobrązowe. Wierzchnia część ogona jest ciemnobrązowa, a spodnia biała. Dymorfizm płciowy jest zaznaczony. Ciąża trwa około 240 dni.

### Tryb życia
Prowadzą dzienny tryb życia. Żyją w małych grupach złożonych z 4-9 osobników obojga płci prowadzonych przez doświadczoną samicę. Poszczególne grupy są ze sobą ściśle związane i łączą się w okresie godowym w większe stada. Samce toczą walki o samice. Taruka żywi się roślinami. Żyje do 10 lat.

### Rozród
Na czas porodu samice oddalają się od stada na ok. 30 dni. Rodzą jedno, rzadko 2 młodych.

## Zagrożenia i ochrona
Głównym drapieżnikiem polującym na huemale peruwiańskie jest puma płowa. Człowiek poluje na nie dla mięsa, skór i poroża.
Gatunek jest objęty konwencją CITES (załącznik I).
W Czerwonej księdze gatunków zagrożonych Międzynarodowej Unii Ochrony Przyrody i Jej Zasobów figuruje w kategorii VU.